# 培恩公寓

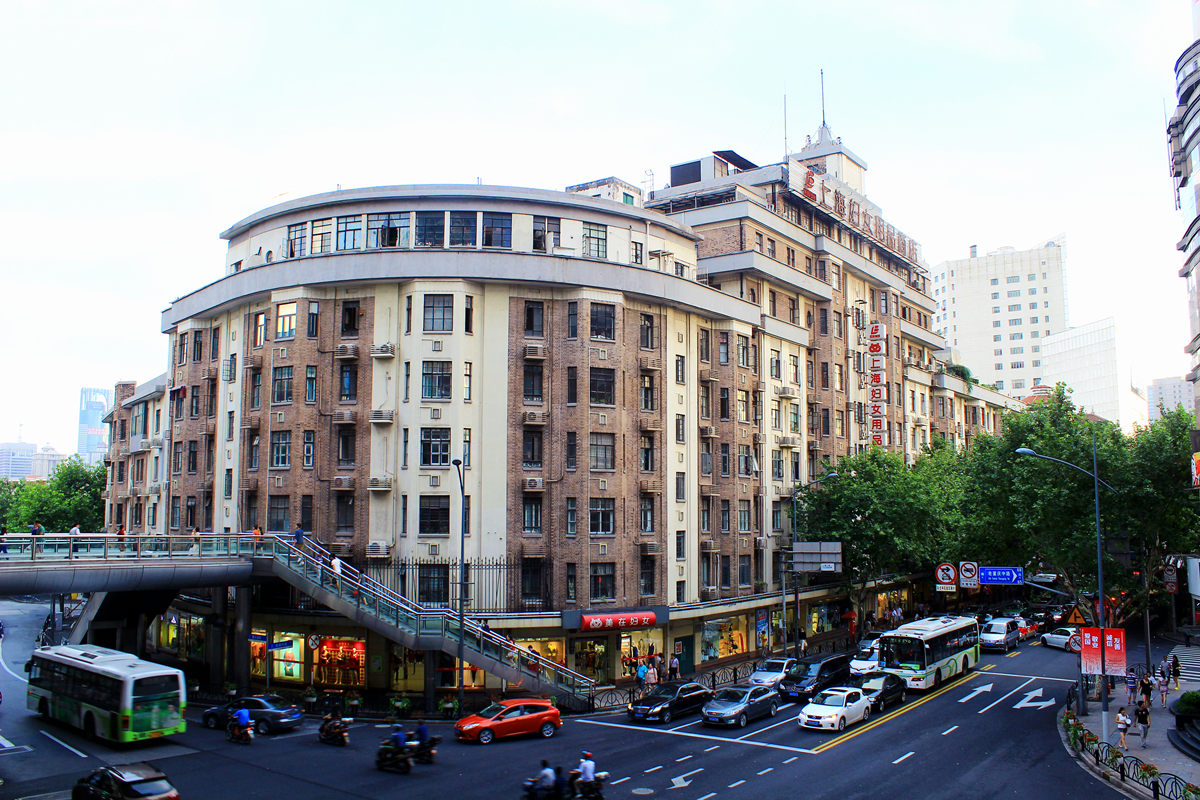
培恩公寓

培恩公寓（ばいおんこうぐう、Bearn Apartments）は、上海市黄浦区淮海中路と重慶南路の交差点にある建築である。外観はアール・デコ調であり、敷地面積は5,200㎡、建築面積は16,665㎡である。
培恩公寓は1930年に建設され、最初はフランス人に所有されていたが、その後、孔祥熙に購入された。建物の低層階は現在、上海市婦女用品商店が入居している。1994年、培恩公寓が上海市優秀歴史建築に選ばれた。